# Jacques Cyprès
Jacques Cyprès, né le 6 mars 1933 à Paray-le-Monial (Saône-et-Loire), est un homme politique français.

## Biographie

### Études et carrière professionnelle
Jacques Cyprès est diplômé de l'École supérieure de commerce de Dijon et de l'École des hautes études commerciales de Paris.
Il exerça la profession de directeur commercial dans une entreprise textile, il est actuellement retraité.

### Carrière politique
De 1983 à 2001, Jacques Cyprès fut maire de Notre-Dame-de-Boisset.
Du 2 mai 1993 au 16 mai 1995, il fut député de la Loire en replacement de Pascal Clément, nommé ministre du gouvernement Édouard Balladur. Jacques Cyprès est considéré comme ayant été un « député de l'ombre ».

## Mandats

### Mandat parlementaire
- 2 mai 1993 - 16 mai 1995 : Député de la 6e circonscription de la Loire

### Mandat local
- 1983 - 2001 : Maire de Notre-Dame-de-Boisset